# Yegor Kórnev
Yegor Denisovich Kórnev (en ruso: Егор Денисович Корнев; San Petersburgo, 6 de febrero de 2004) es un deportista ruso que compite en natación, especialista en el estilo libre.
Ganó dos medallas en el Campeonato Mundial de Natación de 2025 y una medalla de oro en el Campeonato Mundial de Natación en Piscina Corta de 2024.
En diciembre de 2024 estableció una nueva plusmarca mundial en piscina corta del relevo 4 × 100 m estilos (3:18,68).

## Palmarés internacional
| Campeonato Mundial                  | Campeonato Mundial  | Campeonato Mundial | Campeonato Mundial    |
| Año                                 | Lugar               | Medalla            | Prueba                |
| ----------------------------------- | ------------------- | ------------------ | --------------------- |
| 2025                                | Singapur (Singapur) | Medalla de oro     | 4 × 100 m estilos     |
| 2025                                | Singapur (Singapur) | Medalla de plata   | 4 × 100 m libre mixto |
| Campeonato Mundial en Piscina Corta |                     |                    |                       |
| Año                                 | Lugar               | Medalla            | Prueba                |
| 2024                                | Budapest (Hungría)  | Medalla de oro     | 4 × 100 m estilos     |